# European Football League 1996
In der Saison 1996 der European Football League wurde eine Qualifikationsrunde in fünf Divisionen ausgespielt, wobei sich in den Gruppen A bis C jeweils der Gruppenerste und -zweite für das Viertelfinale qualifizieren konnte, in den Gruppen D und E jedoch lediglich die Erstplatzierten. Von ursprünglich 15 teilnehmenden Vereinen zogen drei ihre Mannschaft zurück, so dass von den verbliebenen zwölf Teams acht das Viertelfinale erreichten. Alle drei deutschen Teams erreichten das Viertelfinale, wo allerdings für den Titelverteidiger Düsseldorf Panther sowie für die Berlin Adler Endstation war. Dafür erreichten die Hamburg Blue Devils den Eurobowl im Stuttgarter Gottlieb-Daimler-Stadion und besiegten dort die Aix-en-Provence Argonautes aus Frankreich mit 21 zu 14.

## Qualifikationsrunde

### Gruppe A
- Die Solna Chiefs aus Schweden zogen ihre Teilnahme am Wettbewerb zurück.

| Hamburg Blue Devils | Helsinki Roosters | 52:16 |

|    | Verein              | Sp            | Punkte        | TD            | Diff.         |
| -- | ------------------- | ------------- | ------------- | ------------- | ------------- |
| 1. | Hamburg Blue Devils | 1             | 2:0           | 52:16         | +36           |
| 2. | Helsinki Roosters   | 1             | 0:2           | 16:52         | −36           |
| 3. | Solna Chiefs        | zurückgezogen | zurückgezogen | zurückgezogen | zurückgezogen |

### Gruppe B
- Die Amsterdam Crusaders aus den Niederlanden zogen ihre Teilnahme am Wettbewerb zurück.

| Paris Mousquetaires | Düsseldorf Panther | 16:7 |

|    | Verein              | Sp            | Punkte        | TD            | Diff.         |
| -- | ------------------- | ------------- | ------------- | ------------- | ------------- |
| 1. | Paris Mousquetaires | 1             | 2:0           | 16:7          | +9            |
| 2. | Düsseldorf Panther  | 1             | 0:2           | 7:16          | −9            |
| 3. | Amsterdam Crusaders | zurückgezogen | zurückgezogen | zurückgezogen | zurückgezogen |

### Gruppe C
| Aix-en-Provence Argonautes | Legnano Frogs              | 33:0  |
| Legnano Frogs              | Madrid Panteras            | 60:29 |
| Madrid Panteras            | Aix-en-Provence Argonautes | 12:39 |

|    | Verein                     | Sp | Punkte | TD    | Diff. |
| -- | -------------------------- | -- | ------ | ----- | ----- |
| 1. | Aix-en-Provence Argonautes | 2  | 4:0    | 72:12 | +60   |
| 2. | Legnano Frogs              | 2  | 2:2    | 60:62 | −2    |
| 3. | Madrid Panteras            | 2  | 0:4    | 41:99 | −58   |

### Gruppe D
| Graz Giants              | Roma Gladiatori          | 28:14         |
| Roma Gladiatori          | Blue Rangers Schwarzenau | 0:8 (Wertung) |
| Blue Rangers Schwarzenau | Graz Giants              | 12:17         |

|    | Verein                   | Sp | Punkte | TD    | Diff. |
| -- | ------------------------ | -- | ------ | ----- | ----- |
| 1. | Graz Giants              | 2  | 4:0    | 45:26 | +19   |
| 2. | Blue Rangers Schwarzenau | 2  | 2:2    | 20:17 | +3    |
| 3. | Roma Gladiatori          | 2  | 0:4    | 14:36 | −22   |

### Gruppe E
- Die Minsk Zubrs aus den Belarus zogen ihre Teilnahme am Wettbewerb zurück.

| Berlin Adler | Scythians Donetsk | 35:7 |

|    | Verein            | Sp            | Punkte        | TD            | Diff.         |
| -- | ----------------- | ------------- | ------------- | ------------- | ------------- |
| 1. | Berlin Adler      | 1             | 2:0           | 35:7          | +28           |
| 2. | Donetsk Scythians | 1             | 0:2           | 7:35          | −28           |
| 3. | Minsk Zubrs       | zurückgezogen | zurückgezogen | zurückgezogen | zurückgezogen |

## Play-offs
| Viertelfinale | Viertelfinale       | Viertelfinale              |             |                            | Halbfinale | Halbfinale | Halbfinale |  |  | Eurobowl X - Stuttgart | Eurobowl X - Stuttgart | Eurobowl X - Stuttgart |
|               |                     |                            |             |                            |            |            |            |  |  |                        |                        |                        |
| Deutschland   | Hamburg Blue Devils | 34                         |             |                            |            |            |            |  |  |                        |                        |                        |
| Osterreich    | Graz Giants         | 14                         |             |                            |            |            |            |  |  |                        |                        |                        |
| Osterreich    | Graz Giants         | 14                         | Deutschland | Hamburg Blue Devils        | 14         |            |            |  |  |                        |                        |                        |
|               |                     |                            | Deutschland | Hamburg Blue Devils        | 14         |            |            |  |  |                        |                        |                        |
|               | Frankreich          | Paris Mousquetaires        | 7           |                            |            |            |            |  |  |                        |                        |                        |
| Frankreich    | Frankreich          | Paris Mousquetaires        | 7           | Paris Mousquetaires        | 34         |            |            |  |  |                        |                        |                        |
| Frankreich    |                     |                            |             | Paris Mousquetaires        | 34         |            |            |  |  |                        |                        |                        |
| Finnland      | Helsinki Roosters   | 29                         |             |                            |            |            |            |  |  |                        |                        |                        |
| Finnland      | Helsinki Roosters   | 29                         | Deutschland | Hamburg Blue Devils        | 21         |            |            |  |  |                        |                        |                        |
|               |                     |                            |             | Hamburg Blue Devils        | 21         |            |            |  |  |                        |                        |                        |
|               | Frankreich          | Aix-en-Provence Argonautes | 14          |                            |            |            |            |  |  |                        |                        |                        |
| Deutschland   | Frankreich          | Aix-en-Provence Argonautes | 14          | Berlin Adler               | 13         |            |            |  |  |                        |                        |                        |
| Deutschland   |                     |                            |             | Berlin Adler               | 13         |            |            |  |  |                        |                        |                        |
| Italien       | Legnano Frogs       | 45                         |             |                            |            |            |            |  |  |                        |                        |                        |
| Italien       | Legnano Frogs       | 45                         | Italien     | Legnano Frogs              | 17         |            |            |  |  |                        |                        |                        |
|               |                     |                            | Italien     | Legnano Frogs              | 17         |            |            |  |  |                        |                        |                        |
|               | Frankreich          | Aix-en-Provence Argonautes | 20          |                            |            |            |            |  |  |                        |                        |                        |
| Frankreich    | Frankreich          | Aix-en-Provence Argonautes | 20          | Aix-en-Provence Argonautes | 28         |            |            |  |  |                        |                        |                        |
| Frankreich    |                     |                            |             | Aix-en-Provence Argonautes | 28         |            |            |  |  |                        |                        |                        |
| Deutschland   | Düsseldorf Panther  | 27 n. V.                   |             |                            |            |            |            |  |  |                        |                        |                        |